# Nolana stenophylla
Nolana stenophylla är en potatisväxtart som beskrevs av Ivan Murray Johnston. Nolana stenophylla ingår i släktet cymbalblommor, och familjen potatisväxter. Inga underarter finns listade i Catalogue of Life.